# پورتلند (نیویورک)
پورتلند (به انگلیسی: Portland) یک منطقهٔ مسکونی در ایالات متحده آمریکا است که در شهرستان چاتاکوآ، نیویورک واقع شده‌است. پورتلند ۸۸٫۵۳ کیلومتر مربع مساحت و ۴٬۳۶۶ نفر جمعیت دارد و ۲۳۹ متر بالاتر از سطح دریا واقع شده‌است.